# Philippe Rey
Philippe Rey – francuski brydżysta, European Champion w kategorii Mixed (EBL).

## Wyniki brydżowe

### Zawody światowe
W światowych zawodach zdobył następujące lokaty:
| Mistrzostwa Świata. Konkurencja teamów | Mistrzostwa Świata. Konkurencja teamów | Mistrzostwa Świata. Konkurencja teamów | Mistrzostwa Świata. Konkurencja teamów | Mistrzostwa Świata. Konkurencja teamów | Mistrzostwa Świata. Konkurencja teamów |
| Rok                                    | Miejsce                                | Zawody                                 | Kategoria                              | Drużyna                                | Pozycja                                |
| -------------------------------------- | -------------------------------------- | -------------------------------------- | -------------------------------------- | -------------------------------------- | -------------------------------------- |
| 2003                                   | Monte Carlo                            | 36. Mistrzostwa Świata Teamów          | Trans                                  | Serf                                   | 14                                     |

| Mistrzostwa Świata. Konkurencja par | Mistrzostwa Świata. Konkurencja par | Mistrzostwa Świata. Konkurencja par | Mistrzostwa Świata. Konkurencja par | Mistrzostwa Świata. Konkurencja par | Mistrzostwa Świata. Konkurencja par |
| Rok                                 | Miejsce                             | Zawody                              | Kategoria                           | Partner                             | Pozycja                             |
| ----------------------------------- | ----------------------------------- | ----------------------------------- | ----------------------------------- | ----------------------------------- | ----------------------------------- |
| 1998                                | Lille                               | 10. Mistrzostwa Świata              | Miksty                              | Mari-France Renoux                  | 182                                 |

### Zawody europejskie
W europejskich zawodach zdobył następujące lokaty:
| Zawody europejskie. Konkurencja teamów | Zawody europejskie. Konkurencja teamów | Zawody europejskie. Konkurencja teamów | Zawody europejskie. Konkurencja teamów | Zawody europejskie. Konkurencja teamów | Zawody europejskie. Konkurencja teamów |
| Rok                                    | Miejsce                                | Zawody                                 | Kategoria                              | Drużyna                                | Pozycja                                |
| -------------------------------------- | -------------------------------------- | -------------------------------------- | -------------------------------------- | -------------------------------------- | -------------------------------------- |
| 2005                                   | Teneryfa                               | 2. Otwarte Mistrzostwa Europy          | Miksty                                 | Serf                                   | 33                                     |
| 2003                                   | Mentona                                | 1. Otwarte Mistrzostwa Europy          | Seniorzy                               | Serf                                   | 5                                      |
| 1994                                   | Barcelona                              | 3. Mistrzostwa Europy Mikstów          | Miksty                                 | Roth                                   | 43                                     |
| 1992                                   | Ostenda                                | 2. Mistrzostwa Europy Mikstów          | Miksty                                 | Pilon                                  | 1                                      |

| Zawody europejskie. Konkurencja par | Zawody europejskie. Konkurencja par | Zawody europejskie. Konkurencja par | Zawody europejskie. Konkurencja par | Zawody europejskie. Konkurencja par | Zawody europejskie. Konkurencja par |
| Rok                                 | Miejsce                             | Zawody                              | Kategoria                           | Partner                             | Pozycja                             |
| ----------------------------------- | ----------------------------------- | ----------------------------------- | ----------------------------------- | ----------------------------------- | ----------------------------------- |
| 2000                                | Bellaria                            | 6. Mistrzostwa Europy Mikstów       | Mikst                               | Mari-France Renoux                  | 146                                 |
| 1998                                | Akwizgran                           | 5. Mistrzostwa Europy Mikstów       | Mikst                               | Mari-France Renoux                  | 31                                  |
| 1996                                | Monte Carlo                         | 4. Mistrzostwa Europy Mikstów       | Mikst                               | Mari-France Renoux                  | 187                                 |
| 1994                                | Barcelona                           | 3. Mistrzostwa Europy Mikstów       | Miksty                              | Mari-France Renoux                  | 183                                 |
| 1993                                | Bielefeld                           | 7. Mistrzostwa Europy Par           | Open                                | Frering                             | 291                                 |
| 1992                                | Ostenda                             | 2. Mistrzostwa Europy Mikstów       | Mikst                               | Mari-France Renoux                  | 51                                  |
| 1990                                | Bordeaux                            | 1. Mistrzostwa Europy Mikstów       | Mikst                               | Mari-France Renoux                  | 94                                  |

## Klasyfikacja
- Philippe Rey – klasyfikacja WBF (ang.)
- Philippe Rey – klasyfikacja EBL (ang.)